# Tal·lit
El Tal·lit (hebreu: טלית‎) és un accessori religiós jueu amb forma de mantell, està fet de seda, de llana, o de lli, (però mai de llana amb lli), i té quatre serrells en els seus extrems, aquests serrells són coneguts com a tsitsit (en singular), o tsitsiot (en plural).

## Tal·lit gadol

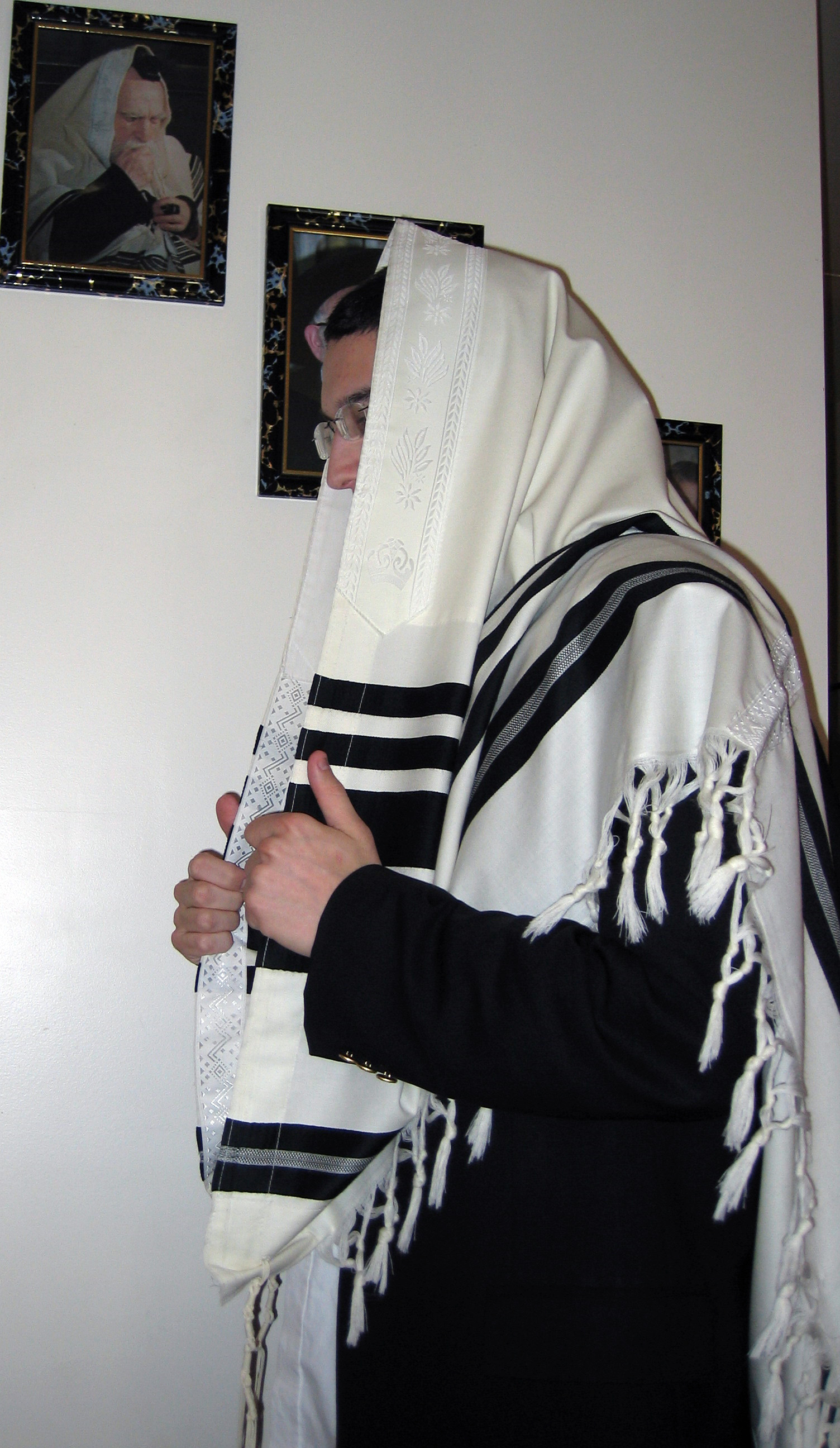
Tal·lit gadol asquenazita

El tal·lit gadol (gran tal·lit) és utilitzat pels homes en el moment de l'oració a la sinagoga, i en el moment de l'oració de Shacharit (la primera oració del matí).
Entre els jueus asquenazites, el costum de cobrir-se amb el tal·lit gadol es reserva pels homes després del casament. D'acord amb aquest costum, se'ls permet cobrir-se amb tal·lit gadol només en ocasions especials, (com quan estan cridats a llegir la Torà a la sinagoga).
Els jueus orientals (també anomenats mizrahim), tenen el costum de cobrir-se amb el tal·lit gadol des de l'edat de tretze anys, quan el nen ha celebrat el seu bar mitsvà o fins i tot abans de la cerimònia. Les comunitats conservadores i reformistes permeten que les dones facin ús del tal·lit gadol, tot i que les dones ortodoxes jueves no poden portar-lo.
La bandera de l'estat d'Israel es basa en els colors d'un tal·lit gadol asquenazita, perquè està formada per una Estrella de David blava, i per dues franges blaves sobre un fons blanc. El tal·lit gadol asquenazita es diferencia del sefardita tan sols en els colors, el tal·lit gadol sefardita és totalment blanc, mentre que l'asquenazita és de color blanc amb ratlles blaves o negres.

## Tal·lit qatan

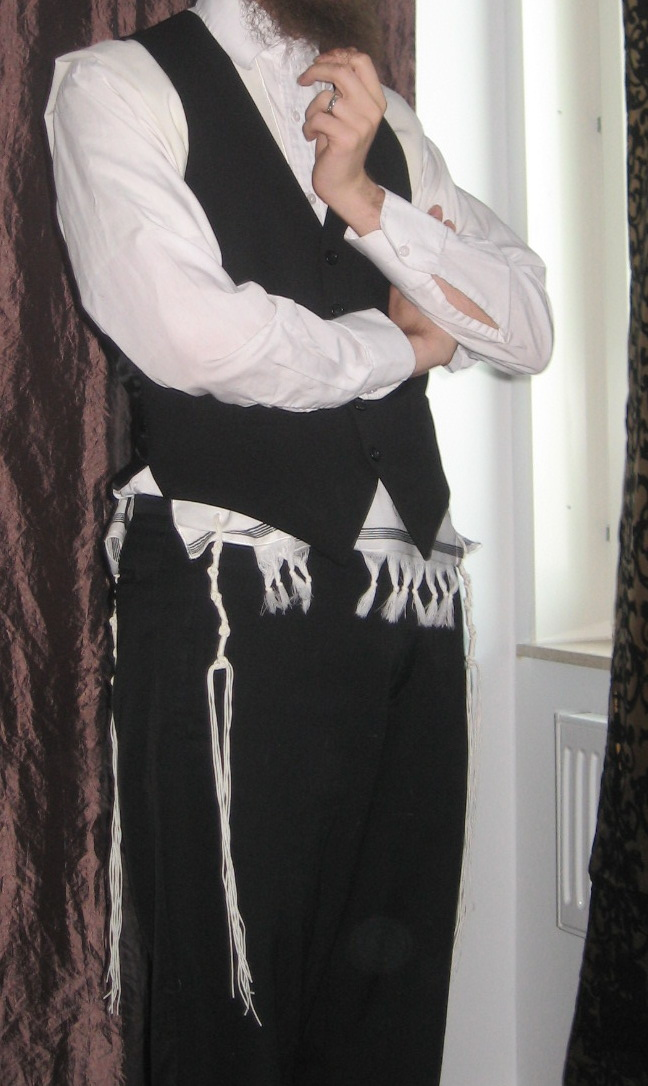
Tal·lit katan asquenazita.

Existeix també una altra peça que és coneguda com a tal·lit qatan (petit tal·lit), aquesta peça té forma d'armilla, i es pot portar per sota de la roba habitual (o per sobre), el tal·lit katan es pot dur tot el dia, i no només en ocasions especials, o durant la pregària, sinó en fer les activitats quotidianes, (fins i tot a la feina), normalment els que porten el tal·lit qatan solen ser homes jueus observants de les mitsvot (manaments), els nens també el poden portar. No és habitual que les dones en portin, excepte a les congregacions reformistes, i a les conservadores, (però no a les ortodoxes).